# فإنزير (بافاريا السفلى)
سُوق ڤإِنزير (بالأَلمانِيَّة: Markt Winzer) هُو سُوق أَلمانِيَّ في مِنطَقَة دِينغولفينغ-لَانْدآو التَّابِعة لمُحافظة باڤارِيا السُّفلى في وِلاَية باڤارِيا في جُمهُوريَّة أَلمَانيَا الاِتّحاديّة بمِساحة تُقَدَّر بحَوالَي 27 كم².

## وُصلات خارجيّة
- الصّفحة الرّسميّة لِسُوق ڤإِنزير (باللُّغَة الألمانِيّة).

## مَراجع
1. ↑  مكتب الإحصاء الاتحادي (المحرر)، Gemeindeverzeichnis information system، QID:Q13409498
2. 1 2  Bayerisches Landesamt für Statistik, ed. (1991), Amtliches Ortsverzeichnis für Bayern (بالألمانية), München: Bayerisches Landesamt für Statistik, p. 170, QID:Q15707237
3. ↑  "Alle politisch selbständigen Gemeinden mit ausgewählten Merkmalen am 31.12.2018 (4. Quartal)" (بالألمانية). Statistisches Bundesamt. Archived from the original on 2019-03-10. Retrieved 2019-03-10.
4. ↑  Alle politisch selbständigen Gemeinden mit ausgewählten Merkmalen am 31.12.2023 (بالألمانية), Statistisches Bundesamt, 28. Oktober 2024, QID:Q131220759, Archived from the original on 17 November 2024 {{استشهاد}}: تحقق من التاريخ في: |publication-date= (help)
5. 1 2  "Timezone and DST in Germany" (بالإنجليزية). Retrieved 2025-05-05.